# アベルヴァンの惨事
アベルヴァンの惨事（アベルヴァンのさんじ、英語: Aberfan disaster）は、1966年10月21日の午前9時15分頃にイギリスの南ウェールズのグラモーガンにあるマーサー・ティドビル近くのアベルヴァン村で大雨によりボタ山が崩れた事故。この事故で子供116人と大人28人の144人が死亡した。

## 後世への影響

### フィクションでの描写
テレビドラマ『ザ・クラウン』のシーズン3では、エリザベス2世の視点から本事件が描かれている。